# Karl Stache
Karl Stache war ein deutscher Radrennfahrer und nationaler Meister im Radsport.

## Sportliche Laufbahn
Stache war im Straßenradsport aktiv. Er war dreifacher Deutscher Meister im Radsport. Mit dem „BRV Arminius 1894 Berlin“ gewann er den Titel im Mannschaftszeitfahren 1929 (mit Bruno Jänicke, Paul Putkammer, Rudolf Risch, Helmut Kliemchen und Paul Grützke). 1930 verteidigte er den Titel mit Putkammer, Risch, Alex Panke, Georg Stach und Willi Gräfe. 1931 gewann er die Meisterschaft mit Risch, Panke, Stach, Gräfe und Walter Kerber. 1929 hatte er das traditionsreiche Eintagesrennen Rund um die Hainleite gewonnen. 1931 war er im Rennen Cottbus–Görlitz–Cottbus erfolgreich.